# Tim Young
Timothy Paul "Tim" Young (født 9. april 1969 i Moorestown, New Jersey, USA) er en amerikansk tidligere roer.
Young vandt sølv ved OL 1996 i Atlanta, som del af den amerikanske dobbeltfirer. Bådens øvrige besætning var Brian Jamieson, Eric Mueller og Jason Gailes. Amerikanerne blev i finalen besejret af Tyskland, mens Australien tog bronzemedaljerne.

## OL-medaljer
- 1996:  Sølv i dobbeltfirer